# Тавањаско
Тавањаско (итал. Tavagnasco) је насеље у Италији у округу Торино, региону Пијемонт.
Према процени из 2011. у насељу је живело 795 становника. Насеље се налази на надморској висини од 271 м.

## Становништво
Према резултатима пописа становништва 2011. у општини је живело 813 становника.
| 1931. | 1936. | 1951. | 1961. | 1971. | 1981. | 1991. | 2001. | 2011. |
| ----- | ----- | ----- | ----- | ----- | ----- | ----- | ----- | ----- |
| 833   | 858   | 873   | 889   | 958   | 871   | 843   | 820   | 813   |